# Henryk Janikowski
Henryk Janikowski (ur. 22 listopada 1954 w Wałbrzychu) – polski piłkarz, grający podczas swojej kariery na pozycji napastnika. Jest wychowankiem Górnika Wałbrzych. Ojciec Sebastiana Janikowskiego, zawodnika futbolu amerykańskiego występującego w National Football League.

## Reprezentacja Polski
W reprezentacji Polski juniorów rozegrał 2 mecze. W 1981 roku podczas tournée po Japonii trzykrotnie zagrał w reprezentacji seniorów, strzelając 2 gole.
| l.p. | Data             | Miejsce   | Przeciwnik | Rezultat | Rozgrywki  | Grał   | Uwagi     |
| ---- | ---------------- | --------- | ---------- | -------- | ---------- | ------ | --------- |
| 1.   | 25 stycznia 1981 | Tokio     | Japonia    | 2-0      | towarzyski | od 67' |           |
| 2.   | 27 stycznia 1981 | Tokushima | Japonia    | 4-2      | towarzyski | 90'    | Gol · Gol |
| 3.   | 1 lutego 1981    | Tokio     | Japonia    | 3-0      | towarzyski | 90'    |           |

Źródło:
- Józef Witek - Encyklopedia miasta Mielca. Tom 1